# Hawke's Bay
Hawke's Bay (en idioma maori: Heretaunga) és una regió de Nova Zelanda. Hawke's Bay és reconeguda al món pels seus excel·lents vins. El consell regional es troba a les ciutats de Napier i Hastings.
La regió fa frontera amb Bay of Plenty al nord, Gisborne al nord-est, Manawatu-Wanganui al sud-oest i Waikato a l'oest.

## Població
La superfície d'aquesta regió novazelandesa inclou una extensió de territori d'uns 153.400 quilòmetres quadrats. La població d'aquesta divisió administrativa es troba composta per un total de 14.111 persones (segons les xifres que va donar el cens dut a terme l'any 2002). La seva densitat poblacional és d'uns onze habitants per cada quilòmetre quadrat aproximadament.

## Geografia
La regió està situada a la costa oriental de l'Illa del Nord. Porta l'antic nom del que avui és Hawke's Bay, una gran badia semicircular que s'estén durant 100 quilòmetres del nord-est al sud-oest de la Península Mahia fins al Cap dels segrestadors.
La regió de Hawke's Bay inclou la terra costanera, amb diversos turons al voltant de la badia nord i la badia central, les planes inundables del riu Wairoa al nord, les planes àmplies i fèrtils al voltant de Hastings al sud, i un interior muntanyós que s'estén fins a les serralades de Kaweka i Ruahine.
Els límits de la regió varien una mica dels antics límits de la província de Hawke's Bay, i alguns pobles de la regió de Manawatu-Wanganui al sud-oest, com Dannevirke i Woodville, tenen una associació històrica amb aquesta regió.
Una anècdota és que la regió té el turó amb el nom més llarg de Nova Zelanda, i el més llarg del món segons el Llibre Guinness dels Rècords de 2009: Taumatawhakatangihangakoauauotamateaturipukakapikimaungahoronukupokaiwhenuakitanatahu (és un turó del sud de Hawke's Bay, prop de Waipukurau).

## Política

### Política nacional
Nacionalment, Hawke's Bay es localitza en quatre circumscripcions electorals generals i en dues circumscripcions electorals maoris a la Cambra de Representants de Nova Zelanda.
| Circumscripció         | Diputat           | Partit    |
| ---------------------- | ----------------- | --------- |
| Napier                 | Chris Tremain     | Nacional  |
| Taupō                  | Louise Upston     | Nacional  |
| Tukituki               | Craig Foss        | Nacional  |
| Wairarapa              | John Hayes        | Nacional  |
| Ikaroa-Rāwhiti (maori) | Meka Whaitiri     | Laborista |
| Waiariki (maori)       | Te Ururoa Flavell | Maori     |